# Nicolas Gerhaert de Leyde
Nicolas Gerhaert de Leyde (ou Nikolaus Gerhaert van Leyden), dit Nicolas de Leyde, peut-être né à Leyde (aujourd'hui aux Pays-Bas) vers 1420-1430, et mort à Wiener Neustadt (Autriche) le 28 juin 1473, est un sculpteur probablement d'origine flamande, l'un des artistes les plus importants de la fin du Moyen Âge septentrional.

## Biographie
Comme souvent avec les artistes et artisans du Moyen Âge, aucun document n’indique la date et le lieu de naissance de Nicolas de Leyde, ni ne donne d’informations sur sa jeunesse. Il y a toutefois un relatif consensus parmi les historiens pour situer sa date de naissance vers 1430, probablement à Leyde du fait de son nom, bien qu’il pourrait également s’agir plutôt de la ville d’origine de son père ou simplement de la ville où il habitait avant de s’établir à Strasbourg, où ce nom lui a été donné. De même, d’après certaines caractéristiques de son style, les spécialistes émettent l’hypothèse qu’il aurait effectué son apprentissage et son compagnonnage dans le sud des Pays-Bas et en Bourgogne.
Nicolas de Leyde est mentionné pour la première fois en 1462, lorsqu’il réalise le tombeau du prince-électeur et archevêque de Trêve Jakob von Sierck. La qualité du commanditaire, le style novateur et le fait que l’œuvre soit signée tendent à montrer que Nicolas de Leyde était déjà renommé à cette époque. Son atelier était probablement aussi déjà installé à Strasbourg à cette date, étant donné que sa présence y est attestée en 1464 à l’occasion d’un paiement reçu dans le cadre de la réalisation du portail monumental de la nouvelle Chancellerie, dont les dimensions et la complexité impliquent qu’il en avait reçu commande plusieurs années auparavant. Signe de la grande renommée de Nicolas de Leyde, il est sollicité par Frédéric III en 1463, bien qu’il semble avoir alors décliné l’offre : à la fin de cette même année, l’empereur s’adresse en effet au Conseil de la ville pour lui demander d’intervenir en sa faveur, sans toutefois plus de résultats. Il est probable que les bourgeois eux-mêmes ne souhaitaient pas voir partir le sculpteur, qui réalise alors dans la cathédrale le tombeau du chanoine Conrad de Bussnang, achevé en 1464.
Malgré toutes ces réalisations et des revenus probablement importants, Nicolas de Leyde conserva longtemps le simple statut de bourgeois de l’écoutète, un rang inférieur de bourgeoisie normalement destiné aux pauvres et qui conférait moins de droits que la bourgeoisie complète. Le sculpteur obtint finalement ce titre le 30 août 1464, bien que la raison pour laquelle cela prit tant de temps ne soit pas connue. Les sources attestent par ailleurs qu’il possédait en 1466 une maison dans l’Oberstrass (Grand-rue) où se trouvait probablement son atelier, le terrain y attenant étant utilisé pour stocker des blocs de pierre.
Pendant cette période il réalise à la demande d’Hans Ulrich Scherer, chirurgien du margrave Charles de Bade, un crucifix monumental, achevé en 1467 et installé dans le cimetière de Baden-Baden, ainsi que les sculptures d’un retable, consacré le 15 mai 1466 pour la cathédrale de Constance. Cette dernière commande est d’une grande importance, car elle montre que Nicolas de Leyde ne sculptait pas seulement la pierre, mais aussi le bois, même si cette facette de son activité reste peu connue en raison de la disparition des œuvres concernées.
L’année 1467 marque la fin de la période strasbourgeoise de Nicolas de Leyde : vraisemblablement à court de patience, l’empereur Frédéric III ordonne le 5 juin 1467 au Conseil de Strasbourg de libérer le sculpteur de toute obligation et de le lui envoyer sans délai à Wiener Neustadt. Arrivé sur place à la fin de l’été, Nicolas de Leyde s’attelle à la réalisation du tombeau de l’empereur dans la cathédrale de Vienne et peut-être aussi à celui de l’impératrice Éléonore, qui disparaît au même moment. En quittant Strasbourg, Nicolas de Leyde a laissé derrière lui sa famille et ses nombreuses propriétés acquises, prévoyant probablement de revenir dans la région une fois son travail pour l’empereur terminé. Il semble toutefois qu’il n’eut jamais eu l’occasion de retourner chez lui : il meurt en effet le 28 juin 1473 à Wiener Neustadt et y est enterré.

## Collections publiques

### Allemagne
- Baden-Baden, collégiale : Crucifix de Baden-Baden, 1467[10] ;
- Berlin, Bode-Museum, Vierge de Dangolsheim, vers 1460-1465.
- Francfort : Deux têtes de prophète et de sibylle, fragments du portail de la Chancelerie de Strasbourg ;

### Autriche
- Vienne, cathédrale Saint-Étienne : Tombe de l'empereur Frédéric III ;

### États-Unis
- New York, Metropolitan museum of art: Buste de Sainte Barbara, vers 1465

### France
- Strasbourg, cathédrale Notre-Dame, chapelle Saint-Jean-Baptiste : Épitaphe du chanoine Conrad de Bussnang, 1464[11] ;
- Strasbourg, musée de l'Œuvre Notre-Dame :
  - Tête d'homme barbu au turban, vers 1464 ;
  - Buste d'homme accoudé, vers 1463 ;
  - Tête masculine à paralysie faciale, grès rouge.

## Galerie

Œuvres de Nicolas Gerhaert de Leyde
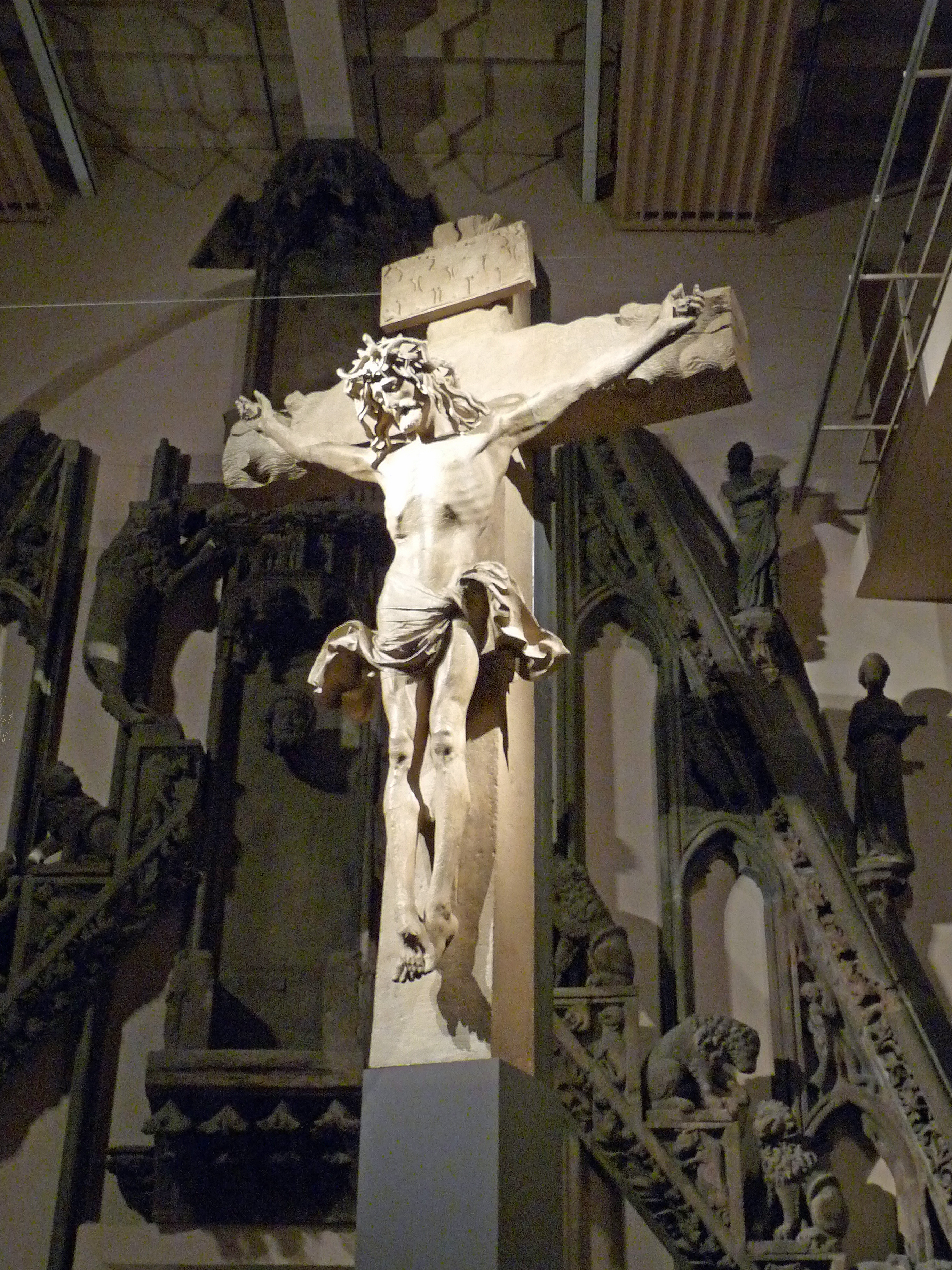
Moulage du Crucifix de Baden-Baden.
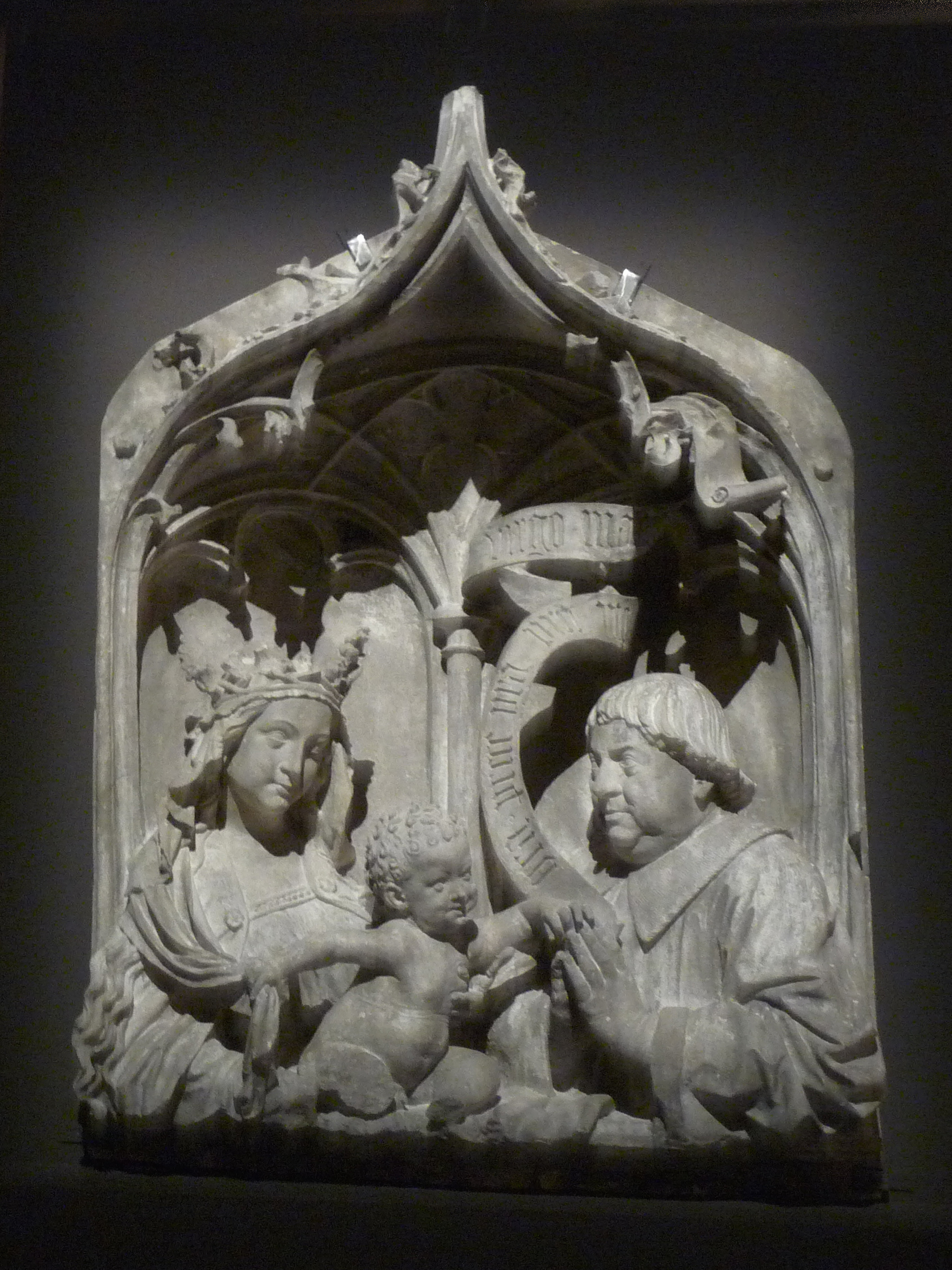
Épitaphe du chanoine Conrad de Bussnang ,Strasbourg, cathédrale Notre-Dame.
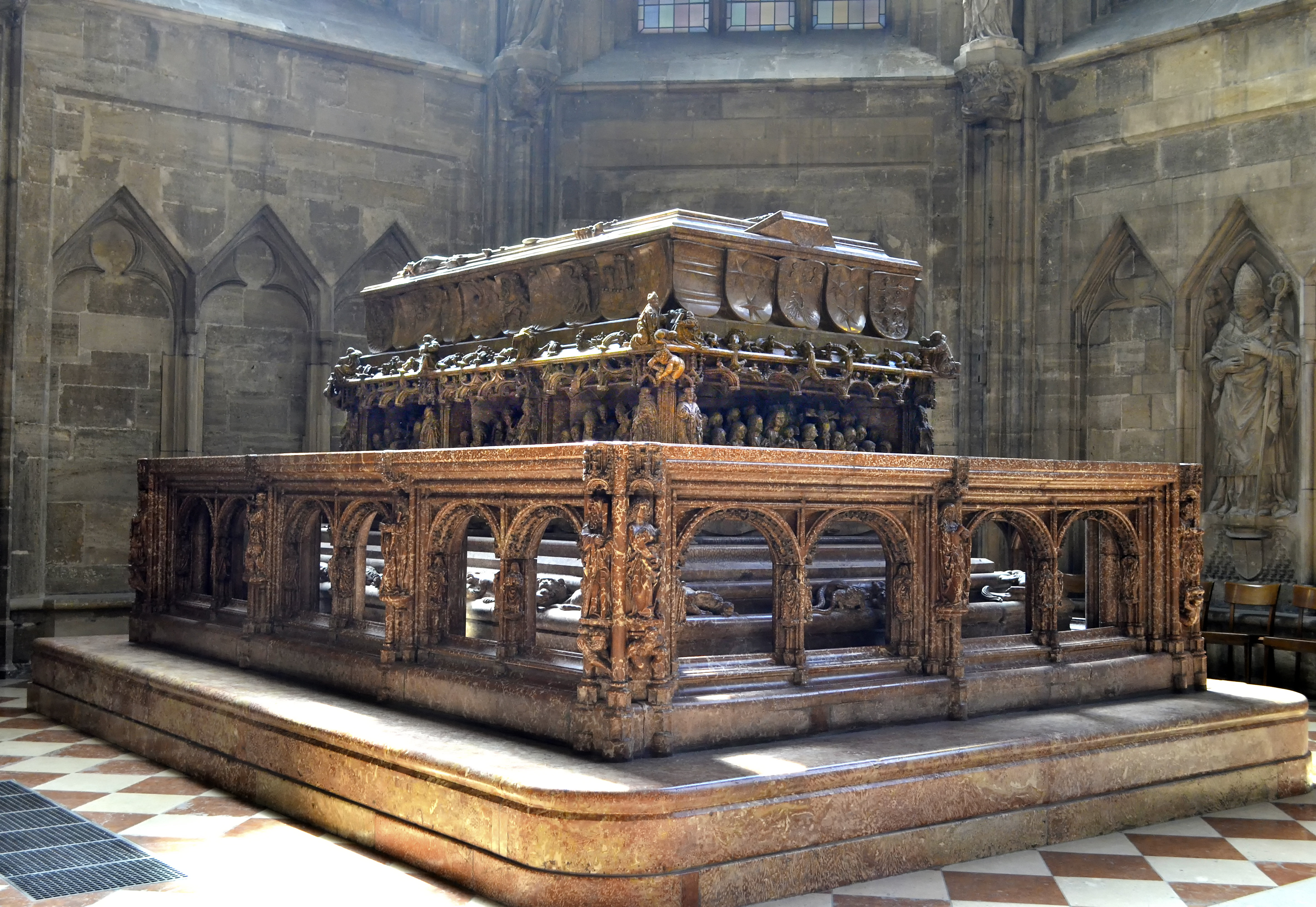
Tombe de l'empereur Frédéric III, Vienne, cathédrale Saint-Étienne.
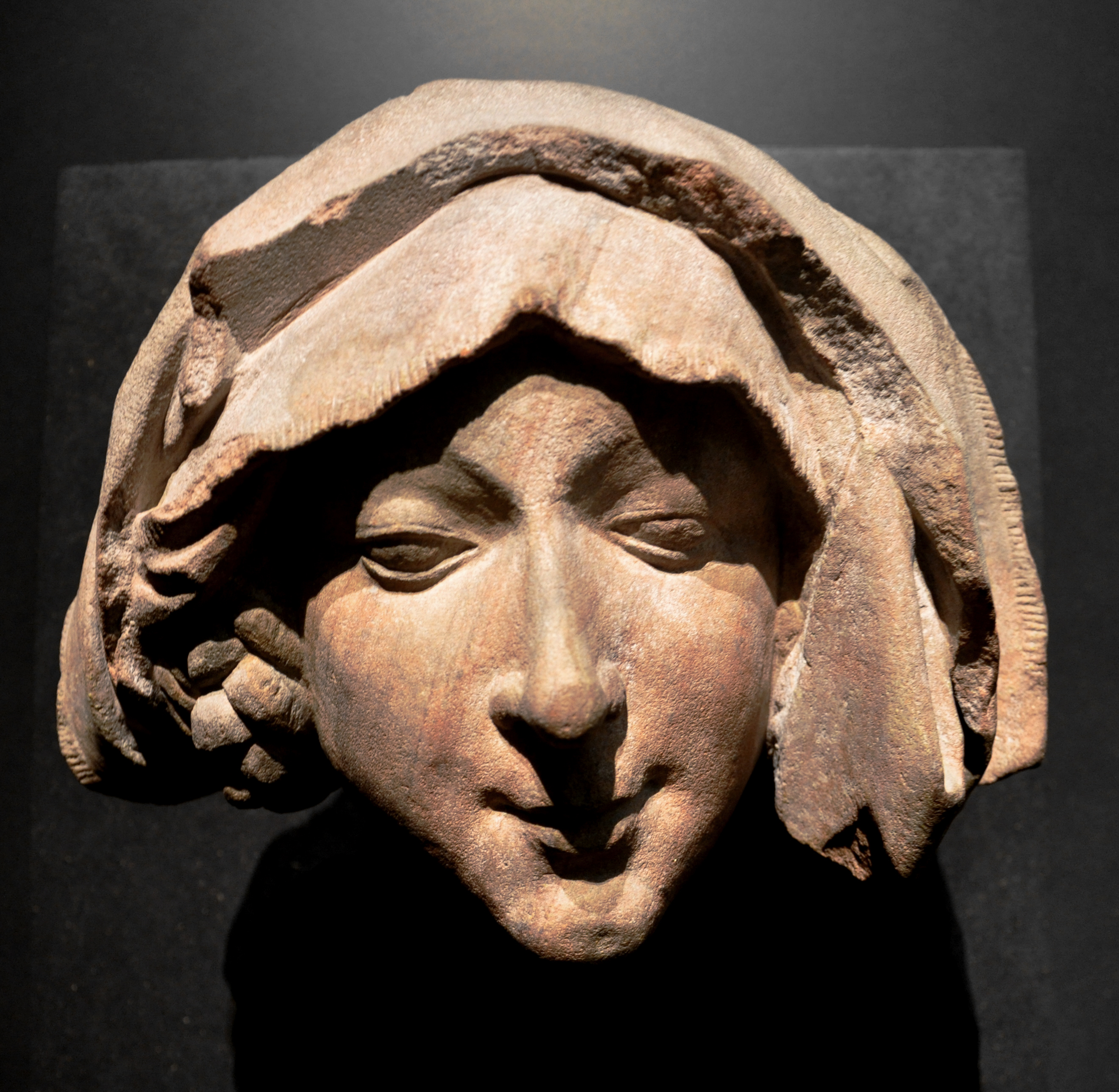
Tête de Sybille (1463-1464), Francfort-sur-le-Main, Liebieghaus.